# 몽골 축구 국가대표팀
몽골 축구 국가대표팀(몽골어:  Монгол улсын хөлбөмбөгийн шигшээ баг)은 몽골을 대표하는 축구 국가대표팀으로 이를 관리하고 있는 몽골 축구 연맹은 1959년에 창립되었으나 FIFA 가입은 39년 후인 1998년에서야 이뤄졌다. 아시아 축구 최약체로 평가되는 팀들 중 하나로 홈 구장으로는 몽골 축구 연맹 축구 센터와 울란바토르 국립 스포츠 경기장을 사용하고 있으며 쿠웨이트와의 1998년 아시안 게임 G조 1차전에서 공식적인 국제 A매치 첫 경기를 치렀다.

## 국제 대회 경력

### FIFA 월드컵
미얀마와의 2014년 FIFA 월드컵 아시아 지역 1차 예선 1차전에서 1-0으로 승리를 거두며 역사상 첫 월드컵 지역 예선 첫 승을 올렸고 이후 처음으로 진출한 2022년 FIFA 월드컵 아시아 지역 2차 예선 F조 1차전에서 미얀마를 상대로 또 한번 승리를 쟁취한 뒤 최종 8차전에서는 2019년 AFC 아시안컵 16강 진출팀인 키르기스스탄을 꺾는 쾌거를 이뤘다.

### AFC 아시안컵
2023년 AFC 아시안컵 예선을 겸한 2022년 FIFA 월드컵 아시아 지역 1차 예선(1승 1패)과 2차 예선(2승 6패)에서 3승 7패를 기록하며 사상 첫 아시안컵 최종 예선 진출에 성공했고 2023년 아시안컵 최종 예선 B조 최종전에서도 같은 최약체팀인 예멘을 2-0으로 완파하며 19년만에 아시안컵 예선 승리를 맛보았다.

### 아시안 게임
역대 아시안 게임 출전 기록은 몽골의 A매치 데뷔전이기도 한 1998년 대회가 유일하며 그나마도 쿠웨이트에 0-11, 디펜딩 챔피언 우즈베키스탄에 0-15로 대패를 당하며 2전 전패·G조 최하위로 조별리그에서 탈락했으며 특히 우즈베키스탄과의 2차전 경기는 현재까지도 몽골 축구 역사상 최다 점수차로 패배한 국제 경기로 남아 있다.

### AFC 솔리대리티컵
2018년 FIFA 월드컵 아시아 지역 1차 예선 탈락팀 자격으로 참가한 2016년 초대 대회에서 비록 B조 3위로 조별리그에서 탈락했지만 2006년 AFC 챌린지컵 준우승팀인 스리랑카를 상대로 국제 대회 본선 첫 승을 달성했다.

### EAFF E-1 풋볼 챔피언십
2015년 EAFF 동아시안컵부터 EAFF E-1 풋볼 챔피언십 예선에 꾸준히 참가하고 있으며 이 중 홈에서 열린 2019년 EAFF E-1 풋볼 챔피언십 1라운드에서 2승 1무·1위의 성적으로 2라운드 진출에 성공하며 모든 국제 대회를 통틀어 가장 좋은 성적을 남겼다.

## FIFA 월드컵 (본선)
| 년도   | 결과      | 순위      | 경기      | 승        | 무*       | 패        | 득점      | 실점      | 승점      |
| ------ | --------- | --------- | --------- | --------- | --------- | --------- | --------- | --------- | --------- |
| 1930년 | 비회원국  | 비회원국  | 비회원국  | 비회원국  | 비회원국  | 비회원국  | 비회원국  | 비회원국  | 비회원국  |
| 1934년 | 비회원국  | 비회원국  | 비회원국  | 비회원국  | 비회원국  | 비회원국  | 비회원국  | 비회원국  | 비회원국  |
| 1938년 | 비회원국  | 비회원국  | 비회원국  | 비회원국  | 비회원국  | 비회원국  | 비회원국  | 비회원국  | 비회원국  |
| 1950년 | 비회원국  | 비회원국  | 비회원국  | 비회원국  | 비회원국  | 비회원국  | 비회원국  | 비회원국  | 비회원국  |
| 1954년 | 비회원국  | 비회원국  | 비회원국  | 비회원국  | 비회원국  | 비회원국  | 비회원국  | 비회원국  | 비회원국  |
| 1958년 | 비회원국  | 비회원국  | 비회원국  | 비회원국  | 비회원국  | 비회원국  | 비회원국  | 비회원국  | 비회원국  |
| 1962년 | 비회원국  | 비회원국  | 비회원국  | 비회원국  | 비회원국  | 비회원국  | 비회원국  | 비회원국  | 비회원국  |
| 1966년 | 비회원국  | 비회원국  | 비회원국  | 비회원국  | 비회원국  | 비회원국  | 비회원국  | 비회원국  | 비회원국  |
| 1970년 | 비회원국  | 비회원국  | 비회원국  | 비회원국  | 비회원국  | 비회원국  | 비회원국  | 비회원국  | 비회원국  |
| 1974년 | 비회원국  | 비회원국  | 비회원국  | 비회원국  | 비회원국  | 비회원국  | 비회원국  | 비회원국  | 비회원국  |
| 1978년 | 비회원국  | 비회원국  | 비회원국  | 비회원국  | 비회원국  | 비회원국  | 비회원국  | 비회원국  | 비회원국  |
| 1982년 | 비회원국  | 비회원국  | 비회원국  | 비회원국  | 비회원국  | 비회원국  | 비회원국  | 비회원국  | 비회원국  |
| 1986년 | 비회원국  | 비회원국  | 비회원국  | 비회원국  | 비회원국  | 비회원국  | 비회원국  | 비회원국  | 비회원국  |
| 1990년 | 비회원국  | 비회원국  | 비회원국  | 비회원국  | 비회원국  | 비회원국  | 비회원국  | 비회원국  | 비회원국  |
| 1994년 | 비회원국  | 비회원국  | 비회원국  | 비회원국  | 비회원국  | 비회원국  | 비회원국  | 비회원국  | 비회원국  |
| 1998년 | 불참      | 불참      | 불참      | 불참      | 불참      | 불참      | 불참      | 불참      | 불참      |
| 2002년 | 예선 탈락 | 예선 탈락 | 예선 탈락 | 예선 탈락 | 예선 탈락 | 예선 탈락 | 예선 탈락 | 예선 탈락 | 예선 탈락 |
| 2006년 | 예선 탈락 | 예선 탈락 | 예선 탈락 | 예선 탈락 | 예선 탈락 | 예선 탈락 | 예선 탈락 | 예선 탈락 | 예선 탈락 |
| 2010년 | 예선 탈락 | 예선 탈락 | 예선 탈락 | 예선 탈락 | 예선 탈락 | 예선 탈락 | 예선 탈락 | 예선 탈락 | 예선 탈락 |
| 2014년 | 예선 탈락 | 예선 탈락 | 예선 탈락 | 예선 탈락 | 예선 탈락 | 예선 탈락 | 예선 탈락 | 예선 탈락 | 예선 탈락 |
| 2018년 | 예선 탈락 | 예선 탈락 | 예선 탈락 | 예선 탈락 | 예선 탈락 | 예선 탈락 | 예선 탈락 | 예선 탈락 | 예선 탈락 |
| 2022년 | 예선 탈락 | 예선 탈락 | 예선 탈락 | 예선 탈락 | 예선 탈락 | 예선 탈락 | 예선 탈락 | 예선 탈락 | 예선 탈락 |
| 2026년 | 예선 탈락 | 예선 탈락 | 예선 탈락 | 예선 탈락 | 예선 탈락 | 예선 탈락 | 예선 탈락 | 예선 탈락 | 예선 탈락 |
| 합계   |           |           |           |           |           |           |           |           |           |

### FIFA 월드컵 (예선)
| 1930년 | 비회원국                                    | 비회원국                                    | 비회원국                                    | 비회원국                                    | 비회원국                                    | 비회원국                                    | 비회원국                                    |                                             |                                             |
| 1934년 | 비회원국                                    | 비회원국                                    | 비회원국                                    | 비회원국                                    | 비회원국                                    | 비회원국                                    | 비회원국                                    |                                             |                                             |
| 1938년 | 비회원국                                    | 비회원국                                    | 비회원국                                    | 비회원국                                    | 비회원국                                    | 비회원국                                    | 비회원국                                    |                                             |                                             |
| 1950년 | 비회원국                                    | 비회원국                                    | 비회원국                                    | 비회원국                                    | 비회원국                                    | 비회원국                                    | 비회원국                                    |                                             |                                             |
| 1954년 | 비회원국                                    | 비회원국                                    | 비회원국                                    | 비회원국                                    | 비회원국                                    | 비회원국                                    | 비회원국                                    |                                             |                                             |
| 1958년 | 비회원국                                    | 비회원국                                    | 비회원국                                    | 비회원국                                    | 비회원국                                    | 비회원국                                    | 비회원국                                    |                                             |                                             |
| 1962년 | 비회원국                                    | 비회원국                                    | 비회원국                                    | 비회원국                                    | 비회원국                                    | 비회원국                                    | 비회원국                                    |                                             |                                             |
| 1966년 | 비회원국                                    | 비회원국                                    | 비회원국                                    | 비회원국                                    | 비회원국                                    | 비회원국                                    | 비회원국                                    |                                             |                                             |
| 1970년 | 비회원국                                    | 비회원국                                    | 비회원국                                    | 비회원국                                    | 비회원국                                    | 비회원국                                    | 비회원국                                    |                                             |                                             |
| 1974년 | 비회원국                                    | 비회원국                                    | 비회원국                                    | 비회원국                                    | 비회원국                                    | 비회원국                                    | 비회원국                                    |                                             |                                             |
| 1978년 | 비회원국                                    | 비회원국                                    | 비회원국                                    | 비회원국                                    | 비회원국                                    | 비회원국                                    | 비회원국                                    |                                             |                                             |
| 1982년 | 비회원국                                    | 비회원국                                    | 비회원국                                    | 비회원국                                    | 비회원국                                    | 비회원국                                    | 비회원국                                    |                                             |                                             |
| 1986년 | 비회원국                                    | 비회원국                                    | 비회원국                                    | 비회원국                                    | 비회원국                                    | 비회원국                                    | 비회원국                                    |                                             |                                             |
| 1990년 | 비회원국                                    | 비회원국                                    | 비회원국                                    | 비회원국                                    | 비회원국                                    | 비회원국                                    | 비회원국                                    |                                             |                                             |
| 1994년 | 비회원국                                    | 비회원국                                    | 비회원국                                    | 비회원국                                    | 비회원국                                    | 비회원국                                    | 비회원국                                    |                                             |                                             |
| 1998년 | 불참                                        | 불참                                        | 불참                                        | 불참                                        | 불참                                        | 불참                                        | 불참                                        |                                             |                                             |
| 2002년 | 6                                           | 0                                           | 1                                           | 5                                           | 2                                           | 22                                          | 1                                           |                                             |                                             |
| 2006년 | 2                                           | 0                                           | 0                                           | 2                                           | 0                                           | 13                                          | 0                                           |                                             |                                             |
| 2010년 | 2                                           | 0                                           | 0                                           | 2                                           | 2                                           | 9                                           | 0                                           |                                             |                                             |
| 2014년 | 2                                           | 1                                           | 0                                           | 1                                           | 1                                           | 2                                           | 3                                           |                                             |                                             |
| 2018년 | 2                                           | 0                                           | 0                                           | 2                                           | 1                                           | 5                                           | 0                                           |                                             |                                             |
| 2022년 | 10                                          | 3                                           | 0                                           | 7                                           | 6                                           | 29                                          | 9                                           |                                             |                                             |
| 2026년 | 2                                           | 0                                           | 0                                           | 2                                           | 0                                           | 2                                           | 0                                           |                                             |                                             |
| 합계   | 26                                          | 4                                           | 1                                           | 21                                          | 12                                          | 82                                          | 13                                          |                                             |                                             |
| 순위   | 월드컵 예선 승점 순위 : 198위 (아시아 44위) | 월드컵 예선 승점 순위 : 198위 (아시아 44위) | 월드컵 예선 승점 순위 : 198위 (아시아 44위) | 월드컵 예선 승점 순위 : 198위 (아시아 44위) | 월드컵 예선 승점 순위 : 198위 (아시아 44위) | 월드컵 예선 승점 순위 : 198위 (아시아 44위) | 월드컵 예선 승점 순위 : 198위 (아시아 44위) | 월드컵 예선 승점 순위 : 198위 (아시아 44위) | 월드컵 예선 승점 순위 : 198위 (아시아 44위) |

## AFC 아시안컵
- 1956년 ~ 1992년 - 비회원국
- 1996년 - 불참
- 2000년 ~ 2004년 - 예선 탈락
- 2007년 - 불참
- 2011년 ~ 2023년 - 예선 탈락
- 2027년 - 예선 탈락

### AFC 아시안컵 (예선)
| AFC 아시안컵 예선 기록 | AFC 아시안컵 예선 기록 | AFC 아시안컵 예선 기록 | AFC 아시안컵 예선 기록 | AFC 아시안컵 예선 기록 | AFC 아시안컵 예선 기록 | AFC 아시안컵 예선 기록 | AFC 아시안컵 예선 기록 |
| 년도                   | 경기                   | 승                     | 무*                    | 패                     | 득점                   | 실점                   | 승점                   |
| ---------------------- | ---------------------- | ---------------------- | ---------------------- | ---------------------- | ---------------------- | ---------------------- | ---------------------- |
| 1956년                 | 비회원국               | 비회원국               | 비회원국               | 비회원국               | 비회원국               | 비회원국               | 비회원국               |
| 1960년                 | 비회원국               | 비회원국               | 비회원국               | 비회원국               | 비회원국               | 비회원국               | 비회원국               |
| 1964년                 | 비회원국               | 비회원국               | 비회원국               | 비회원국               | 비회원국               | 비회원국               | 비회원국               |
| 1968년                 | 비회원국               | 비회원국               | 비회원국               | 비회원국               | 비회원국               | 비회원국               | 비회원국               |
| 1972년                 | 비회원국               | 비회원국               | 비회원국               | 비회원국               | 비회원국               | 비회원국               | 비회원국               |
| 1976년                 | 비회원국               | 비회원국               | 비회원국               | 비회원국               | 비회원국               | 비회원국               | 비회원국               |
| 1980년                 | 비회원국               | 비회원국               | 비회원국               | 비회원국               | 비회원국               | 비회원국               | 비회원국               |
| 1984년                 | 비회원국               | 비회원국               | 비회원국               | 비회원국               | 비회원국               | 비회원국               | 비회원국               |
| 1988년                 | 비회원국               | 비회원국               | 비회원국               | 비회원국               | 비회원국               | 비회원국               | 비회원국               |
| 1992년                 | 비회원국               | 비회원국               | 비회원국               | 비회원국               | 비회원국               | 비회원국               | 비회원국               |
| 1996년                 | 불참                   | 불참                   | 불참                   | 불참                   | 불참                   | 불참                   | 불참                   |
| 2000년                 | 3                      | 0                      | 0                      | 3                      | 1                      | 10                     | 0                      |
| 2004년                 | 2                      | 1                      | 1                      | 0                      | 5                      | 0                      | 4                      |
| 2007년                 | AFC 챌린지컵 배정      | AFC 챌린지컵 배정      | AFC 챌린지컵 배정      | AFC 챌린지컵 배정      | AFC 챌린지컵 배정      | AFC 챌린지컵 배정      | AFC 챌린지컵 배정      |
| 2011년                 | AFC 챌린지컵 배정      | AFC 챌린지컵 배정      | AFC 챌린지컵 배정      | AFC 챌린지컵 배정      | AFC 챌린지컵 배정      | AFC 챌린지컵 배정      | AFC 챌린지컵 배정      |
| 2015년                 | AFC 챌린지컵 배정      | AFC 챌린지컵 배정      | AFC 챌린지컵 배정      | AFC 챌린지컵 배정      | AFC 챌린지컵 배정      | AFC 챌린지컵 배정      | AFC 챌린지컵 배정      |
| 2019년                 | 2                      | 0                      | 0                      | 2                      | 1                      | 5                      | 0                      |
| 2023년                 | 13                     | 4                      | 0                      | 9                      | 8                      | 31                     | 12                     |
| 2027년                 | 2                      | 0                      | 0                      | 2                      | 0                      | 2                      | 0                      |
| 합계                   | 22                     | 5                      | 1                      | 16                     | 15                     | 48                     | 16                     |

### 아시안 게임
| 아시안 게임 기록 | 아시안 게임 기록 | 아시안 게임 기록 | 아시안 게임 기록 | 아시안 게임 기록 | 아시안 게임 기록 | 아시안 게임 기록 | 아시안 게임 기록 | 아시안 게임 기록 | 아시안 게임 기록 |
| 년도             | 결과             | 순위             | 경기             | 승               | 무*              | 패               | 득점             | 실점             | 승점             |
| ---------------- | ---------------- | ---------------- | ---------------- | ---------------- | ---------------- | ---------------- | ---------------- | ---------------- | ---------------- |
| 1951년           | 비회원국         | 비회원국         | 비회원국         | 비회원국         | 비회원국         | 비회원국         | 비회원국         | 비회원국         | 비회원국         |
| 1954년           | 비회원국         | 비회원국         | 비회원국         | 비회원국         | 비회원국         | 비회원국         | 비회원국         | 비회원국         | 비회원국         |
| 1958년           | 비회원국         | 비회원국         | 비회원국         | 비회원국         | 비회원국         | 비회원국         | 비회원국         | 비회원국         | 비회원국         |
| 1962년           | 비회원국         | 비회원국         | 비회원국         | 비회원국         | 비회원국         | 비회원국         | 비회원국         | 비회원국         | 비회원국         |
| 1966년           | 비회원국         | 비회원국         | 비회원국         | 비회원국         | 비회원국         | 비회원국         | 비회원국         | 비회원국         | 비회원국         |
| 1970년           | 비회원국         | 비회원국         | 비회원국         | 비회원국         | 비회원국         | 비회원국         | 비회원국         | 비회원국         | 비회원국         |
| 1974년           | 비회원국         | 비회원국         | 비회원국         | 비회원국         | 비회원국         | 비회원국         | 비회원국         | 비회원국         | 비회원국         |
| 1978년           | 비회원국         | 비회원국         | 비회원국         | 비회원국         | 비회원국         | 비회원국         | 비회원국         | 비회원국         | 비회원국         |
| 1982년           | 비회원국         | 비회원국         | 비회원국         | 비회원국         | 비회원국         | 비회원국         | 비회원국         | 비회원국         | 비회원국         |
| 1986년           | 비회원국         | 비회원국         | 비회원국         | 비회원국         | 비회원국         | 비회원국         | 비회원국         | 비회원국         | 비회원국         |
| 1990년           | 비회원국         | 비회원국         | 비회원국         | 비회원국         | 비회원국         | 비회원국         | 비회원국         | 비회원국         | 비회원국         |
| 1994년           | 비회원국         | 비회원국         | 비회원국         | 비회원국         | 비회원국         | 비회원국         | 비회원국         | 비회원국         | 비회원국         |
| 1998년           | 조별리그         | 23위             | 2                | 0                | 0                | 2                | 0                | 26               | 0                |
| 합계             | 1회 출전(1/13)   | 조별리그(1회)    | 2                | 0                | 0                | 2                | 0                | 26               | 0                |

### AFC 솔리대리티컵
| AFC 솔리대리티컵 기록 | AFC 솔리대리티컵 기록 | AFC 솔리대리티컵 기록 | AFC 솔리대리티컵 기록 | AFC 솔리대리티컵 기록 | AFC 솔리대리티컵 기록 | AFC 솔리대리티컵 기록 | AFC 솔리대리티컵 기록 | AFC 솔리대리티컵 기록 | AFC 솔리대리티컵 기록 |
| 년도                  | 결과                  | 순위                  | 경기                  | 승                    | 무*                   | 패                    | 득점                  | 실점                  | 승점                  |
| --------------------- | --------------------- | --------------------- | --------------------- | --------------------- | --------------------- | --------------------- | --------------------- | --------------------- | --------------------- |
| 2016년                | 조별리그              | 5위                   | 3                     | 1                     | 0                     | 2                     | 3                     | 5                     | 3                     |
| 합계                  | 1회 출전(1/1)         | 조별리그(1회)         | 3                     | 1                     | 0                     | 2                     | 3                     | 5                     | 3                     |

## 주요 선수
- 후렐바타링 쳉드아요시
- 간볼드 간바야르
- 믕흐오르길 오르홍
- 믕흐에르데네 엔흐타이반

## 역대 감독
| 감독            | 임기 |
| --------------- | ---- |
| 이마이 도시아키 | 2016 |